# Guy Saint-Vil
Pour les articles homonymes, voir Vil.
Guy Saint-Vil, né le 21 octobre 1942 à Port-au-Prince en Haïti, est un joueur de football international haïtien, qui évoluait au poste d'attaquant.
Son frère cadet, Roger, était également footballeur.

## Biographie

### Carrière en club
Il joue plusieurs saisons dans le championnat américain, au sein de la North American Soccer League, avec les Baltimore Bays et les Baltimore Comets.  Il inscrit 8 buts en championnat lors de l'année 1967, puis 4 buts lors de l'année 1968.
Avec le Racing Club Haïtien, il remporte deux titres de champion d'Haïti, et une Coupe des champions de la CONCACAF (voir palmarès ci-dessous).

### Carrière en équipe nationale
Buteur d'exception, Guy Saint-Vil marque 28 buts en 46 sélections avec l'équipe d'Haïti, entre 1961 et 1974.  
Il joue 8 matchs comptant pour les tours préliminaires du mondial 1970 et 3 comptant pour les éliminatoires du mondial 1974. Haïti étant qualifié pour la Coupe du monde de 1974 en Allemagne de l'Ouest, il figure dans la liste des convoqués retenus par le sélectionneur Antoine Tassy et y dispute deux rencontres (contre l'Italie et l'Argentine). 
Il prend sa retraite internationale après le mondial allemand.
Buts en sélection
| Buts en sélection de Guy Saint-Vil | Buts en sélection de Guy Saint-Vil | Buts en sélection de Guy Saint-Vil                     | Buts en sélection de Guy Saint-Vil | Buts en sélection de Guy Saint-Vil | Buts en sélection de Guy Saint-Vil | Buts en sélection de Guy Saint-Vil |
|                                    | Date                               | Lieu                                                   | Adversaire                         | Score                              | Résultat                           | Compétition                        |
| ---------------------------------- | ---------------------------------- | ------------------------------------------------------ | ---------------------------------- | ---------------------------------- | ---------------------------------- | ---------------------------------- |
| 1.                                 | 19 mai 1962                        | Sabina Park, Kingston (Jamaïque)                       | Jamaïque                           | 0-1                                | 3-4                                | Match amical                       |
| 2.                                 | 21 mai 1962                        | Sabina Park, Kingston (Jamaïque)                       | Jamaïque                           | 0-1                                | 1-3                                | Match amical                       |
| 3.                                 | 21 mai 1962                        | Sabina Park, Kingston (Jamaïque)                       | Jamaïque                           | 1-3                                | 1-3                                | Match amical                       |
| 4.                                 | 23 mai 1962                        | Sabina Park, Kingston (Jamaïque)                       | Jamaïque                           | 0-1                                | 2-5                                | Match amical                       |
| 5.                                 | 23 mai 1962                        | Sabina Park, Kingston (Jamaïque)                       | Jamaïque                           | 0-4                                | 2-5                                | Match amical                       |
| 6.                                 | 23 mai 1962                        | Sabina Park, Kingston (Jamaïque)                       | Jamaïque                           | 1-5                                |                                    | Match amical                       |
| 7.                                 | 23 février 1963                    | Independence Park, Kingston (Jamaïque)                 | Jamaïque                           | 2-1                                | 3-2                                | Match amical                       |
| 8.                                 | 11 avril 1965                      | Stade Mateo Flores, Guatemala (Guatemala)              | Salvador                           | 2-1                                | 3-1                                | Champ. CONCACAF 1965               |
| 9.                                 | 11 juin 1966                       | Stade Sylvio-Cator, Port-au-Prince (Haïti)             | Guadeloupe                         | 1-0                                | 3-0                                | Match amical                       |
| 10.                                | 16 juin 1966                       | Stade Sylvio-Cator, Port-au-Prince (Haïti)             | Antilles néerlandaises             | 1-0                                | 3-0                                | Match amical                       |
| 11.                                | 16 juin 1966                       | Stade Sylvio-Cator, Port-au-Prince (Haïti)             | Antilles néerlandaises             | 3-0                                | 3-0                                | Match amical                       |
| 12.                                | 18 juin 1966                       | Stade Sylvio-Cator, Port-au-Prince (Haïti)             | Trinité-et-Tobago                  | 1-0                                | 1-0                                | Match amical                       |
| 13.                                | 12 janvier 1967                    | Independence Park, Kingston (Jamaïque)                 | Cuba                               | 1-1                                | 1-1                                | Qualif. Champ. CONCACAF 1967       |
| 14.                                | 16 janvier 1967                    | Independence Park, Kingston (Jamaïque)                 | Trinité-et-Tobago                  | 2-1                                | 4-2                                | Qualif. Champ. CONCACAF 1967       |
| 15.                                | 16 janvier 1967                    | Independence Park, Kingston (Jamaïque)                 | Trinité-et-Tobago                  | 3-1                                | 4-2                                | Qualif. Champ. CONCACAF 1967       |
| 16.                                | 21 janvier 1967                    | Independence Park, Kingston (Jamaïque)                 | Jamaïque                           | 0-1                                | 0-1                                | Qualif. Champ. CONCACAF 1967       |
| 17.                                | 8 mars 1967                        | Estadio Tiburcio Carias Andino, Tegucigalpa (Honduras) | Trinité-et-Tobago                  | 1-2                                | 2-3                                | Champ. CONCACAF 1967               |
| 18.                                | 8 mars 1967                        | Estadio Tiburcio Carias Andino, Tegucigalpa (Honduras) | Trinité-et-Tobago                  | 2-3                                | 2-3                                | Champ. CONCACAF 1967               |
| 19.                                | 10 mars 1967                       | Estadio Tiburcio Carias Andino, Tegucigalpa (Honduras) | Nicaragua                          | 1-1                                | 2-1                                | Champ. CONCACAF 1967               |
| 20.                                | 20 octobre 1968                    | Stade Sylvio-Cator, Port-au-Prince (Haïti)             | États-Unis                         |                                    | 3-6                                | Match amical                       |
| 21.                                | 20 octobre 1968                    | Stade Sylvio-Cator, Port-au-Prince (Haïti)             | États-Unis                         |                                    | 3-6                                | Match amical                       |
| 22.                                | 23 octobre 1968                    | Stade Sylvio-Cator, Port-au-Prince (Haïti)             | États-Unis                         | 1-0                                | 1-0                                | Match amical                       |
| 23.                                | 23 novembre 1968                   | Stade Sylvio-Cator, Port-au-Prince (Haïti)             | Trinité-et-Tobago                  | 0-3                                | 0-4                                | Qualif. CM 1970                    |
| 24.                                | 23 novembre 1968                   | Stade Sylvio-Cator, Port-au-Prince (Haïti)             | Trinité-et-Tobago                  | 0-4                                | 0-4                                | Qualif. CM 1970                    |
| 25.                                | 20 avril 1969                      | Stade Sylvio-Cator, Port-au-Prince (Haïti)             | États-Unis                         | 2-0                                | 2-0                                | Qualif. CM 1970                    |
| 26.                                | 11 mai 1969                        | Qualcomm Stadium, San Diego (États-Unis)               | États-Unis                         | 0-1                                | 0-1                                | Qualif. CM 1970                    |
| 27.                                | 27 mai 1973                        | Stade Sylvio-Cator, Port-au-Prince (Haïti)             | Colombie                           | 1-0                                | 1-2                                | Match amical                       |
| 28.                                | 13 avril 1974                      | Stade Sylvio-Cator, Port-au-Prince (Haïti)             | Pologne                            | 2-0                                | 2-1                                | Match amical                       |

## Palmarès

### En club
RC Haïtien
- Championnat d'Haïti (2) :
  - Champion : 1962 et 1969.

- Coupe des champions de la CONCACAF (1) :
  - Vainqueur : 1963.

### En équipe nationale
Haïti
- Coupe des nations de la CONCACAF (1) :
  - Vainqueur : 1973.